# Episodi di Star Trek: Discovery (terza stagione)
La terza stagione della serie televisiva Star Trek: Discovery, composta da 13 episodi, è stata pubblicata settimanalmente dal servizio di video on demand CBS All Access a partire dal 15 ottobre 2020 al 7 gennaio 2021.
In Italia la stagione è stata pubblicata su Netflix settimanalmente dal 16 ottobre 2020 all'8 gennaio 2021.
| nº | Titolo originale         | Titolo italiano                        | Pubblicazione USA | Pubblicazione Italia |
| -- | ------------------------ | -------------------------------------- | ----------------- | -------------------- |
| 1  | That Hope Is You: Part 1 | Quella speranza sei tu (prima parte)   | 15 ottobre 2020   | 16 ottobre 2020      |
| 2  | Far from home            | Lontano da casa                        | 22 ottobre 2020   | 23 ottobre 2020      |
| 3  | People of Earth          | Popolo della Terra                     | 29 ottobre 2020   | 30 ottobre 2020      |
| 4  | Forget Me Not            | Non ti scordar di me                   | 5 novembre 2020   | 6 novembre 2020      |
| 5  | Die Trying               | Provarci fino alla morte               | 12 novembre 2020  | 13 novembre 2020     |
| 6  | Scavengers               | Sfruttatori                            | 19 novembre 2020  | 20 novembre 2020     |
| 7  | Unification III          | Unificazione III                       | 26 novembre 2020  | 27 novembre 2020     |
| 8  | The Sanctuary            | Il rifugio                             | 3 dicembre 2020   | 4 dicembre 2020      |
| 9  | Terra Firma: Part 1      | Terraferma (prima parte)               | 10 dicembre 2020  | 11 dicembre 2020     |
| 10 | Terra Firma: Part 2      | Terraferma (seconda parte)             | 17 dicembre 2020  | 18 dicembre 2020     |
| 11 | Su'Kal                   | Su'Kal                                 | 24 dicembre 2020  | 25 dicembre 2020     |
| 12 | There Is a Tide...       | C'è una marea...                       | 31 dicembre 2020  | 1º gennaio 2021      |
| 13 | That Hope Is You: Part 2 | Quella speranza sei tu (seconda parte) | 7 gennaio 2021    | 8 gennaio 2021       |

## Quella speranza sei tu(prima parte)
- Titolo originale: That Hope Is You: Part 1
- Diretto da: Olatunde Osunsanmi
- Scritto da: Alex Kurtzman, Jenny Lumet, Michelle Paradise

### Trama
Nella prima scena si vede un uomo svegliarsi ogni giorno della sua vita nello stesso alloggio e passare le giornate in attesa di un segnale. Nella scena seguente, mentre un cargo viene inseguito da un'astronave che ne reclama il contenuto, si apre un wormhole dal quale compare Burnham con la tuta dell'angelo rosso. L'impatto è inevitabile e sia Burnham che il cargo precipitano su un vicino pianeta. Prima che il wormhole si chiuda, Burnham riesce a rimandare indietro la tuta con l'ordine di inviare un segnale e di autodistruggersi. Non c'è traccia della USS Discovery. Burnham, felice che la vita sia ancora esistente nel 3188, si dirige verso il cargo che ha urtato e incontra il pilota che scopre essere un trafficante di nome Cleveland Booker detto Book. Book le chiede di aiutarlo a scambiare le vetuste armi di Burnham per poter comperare del dilitio e raggiungere così la sua meta. Si dirigono quindi al Mercantile, un mercato gestito da Andoriani e Orioniani. Book racconta che la Federazione è crollata dopo il Grande Fuoco, avvenuto circa 120 anni prima, quando la maggior parte del dilitio presente nella galassia esplose, facendo morire milioni di persone e impedendo di fatto i lunghi viaggi spaziali. Book fa arrestare Burnham con un tranello e dopo aver cercato di venderne il tricorder, nasce un conflitto a fuoco con Andoriani e Orioniani. I due vengono inseguiti, non prima di aver rubato del dilitio, fino alla nave di Book. Qui si scopre che Book sta cercando di salvare un esemplare di una specie in via di estinzione, l'ipnoverme. Egli dirige quindi la sua astronave verso un pianeta dove la specie viene lasciata libera di accoppiarsi con altri suoi simili. Burnham viene portata all'interno di un'antenna ripetitrice dove incontra Aditya Sahil, il figlio dell'attendente della Federazione che la gestiva. Burnham scopre la storia della fine della Federazione e chiede a Aditya Sahil di diventare ufficiale delle comunicazione per la Federazione, cosa che lui attendeva da una vita. Purtroppo però il neo ufficiale non è in grado di localizzare il segnale della Discovery che ha seguito Burnham nel futuro attraverso il wormhole.
- Altri interpreti: Adil Hussain (Aditya Sahil)

## Lontano da casa
- Titolo originale: Far from home
- Diretto da: Olatunde Osunsanmi
- Scritto da: Alex Kurtzman, Jenny Lumet, Michelle Paradise

### Trama
La Discovery esce da un wormhole, il suo equipaggio è stordito ed è in rotta di collisione con un pianeta, dove impatta su di un ghiacciaio. La situazione della Discovery è critica e le comunicazioni sono fuori uso: per ripararle è necessario un elemento (il rubidio) presente in un villaggio poco distante dal punto di schianto della Discovery. Così Saru e Tilly partono a piedi per andare a cercare di recuperare il rubidio. Trovano un manipolo di minatori che attendono l'arrivo della Federazione ormai da anni. Riparano il sistema di comunicazioni con il rubidio e la tecnologia del futuro, ma sono terrorizzati dal trafficante di elementi Zareh che si palesa e inizia una trattativa con il comandante Saru per lo scambio di dilitio. Philippa Georgiou compare salvando Saru e Tilly e ribaltando la situazione. In questo modo i tre sono liberi di tornare alla nave, dove hanno finito le riparazioni, con l'aiuto dell'ufficiale scientifico Stamets ripresosi dal precedente trauma. Purtroppo però l'astronave non riesce a sganciarsi dal ghiaccio che durante la notte sta completamente ricoprendo la Discovery. Fortunatamente arriva Burnham con Book che con il raggio traente salva la Discovery.
- Altri interpreti: Jake Weber (Zareh)

## Popolo della Terra
- Titolo originale: People of Earth
- Diretto da: Jonathan Frakes
- Scritto da: Bo Yeon Kim, Erika Lippoldt

### Trama
Burnham racconta a Saru come ha passato il tempo nell'ultimo anno, cercando il luogo di atterraggio della USS Discovery e lavorando come corriere assieme a Cleveland Book per ottenere il dilitio necessario alla sua ricerca. Nel frattempo Burnham intercetta un segnale proveniente dall'ammiraglio Senna Tal risalente a 12 anni prima. Burnham lascia la poltrona a Saru che diventa il nuovo capitano della USS Discovery e insieme decidono di andare sulla Terra fingendosi una nave scampata al Grande Fuoco, trovare l'ammiraglio e aiutarlo a far rinascere la Federazione. Per evitare di far diventare sia Book che la USS Discovery un facile obiettivo, decidono di nascondere tutto il dilitio a bordo della nave di Book occultandola dentro l'hangar della USS Discovery. Grazie al motore a spore arrivano nei pressi della Terra. Qui scoprono che la Terra non fa più parte della Federazione, ma che dispone di una Forza di Difesa della Terra Unita e che l'ammiraglio Tal è morto. Mentre gli ispettori della Forza di Difesa della Terra Unita, sospettosi, si teletrasportano a bordo perquisendo la nave, l'USS Discovery viene attaccata da un gruppo di banditi in cerca di dilitio, capitanati da Wen. Purtroppo si crea un malinteso fra il capitano Ndoye della Forza di Difesa della Terra Unita e il capitano Saru, mentre Burnham e Book ingannano i banditi, tenendo all'oscuro Saru del loro piano. Wen viene catturato da Burnham e Book che lo consegnano sulla plancia della USS Discovery costringendo il capitano Ndoye e Wen a trovare un accordo. Si scopre che Wen in realtà è umano e che fa parte di una colonia umana su Titano, con seri problemi di sopravvivenza. Nel frattempo la giovane ispettrice Adira, che ha sabotato il teletrasporto dell'USS Discovery, innescando il malinteso durante l'attacco dei banditi di Wen, sostiene di conoscere Tal, essendo stata unita a un simbionte Trill, ma ha problemi ad accedere a tutti i ricordi dell'ammiraglio Tal poiché umana. Cleveland Book decide di ripartire per il suo viaggio e parte dell'equipaggio fa visita a quel che rimane della sede dell'Accademia della Flotta Stellare sulla Terra.
- Altri interpreti: Adil Hussain (Aditya Sahil)

## Non ti scordar di me
- Titolo originale: Forget Me Not
- Diretto da: Hanelle M. Culpepper
- Scritto da: Alan McElroy, Chris Silvestri, Anthony Maranville

### Trama
La USS Discovery naviga verso Trill nella speranza che Adira possa, con l'aiuto del popolo dei Trill, accedere ai ricordi dell'ammiraglio Senna Tal. I Trill non fanno più parte della Federazione e anche se sono felici di poter incontrare un nuovo simbionte, di cui avrebbero molto bisogno, sono riluttanti al pensiero che un simbionte sia all'interno di un umano e ordinano ad Adira e Burnham che l'accompagna di lasciare il pianeta il giorno seguente. Un gruppo di Trill vuole estrapolare il simbionte da Adira, ma con l'aiuto del guardiano Xi e la mediazione di Burnham, il piano non riesce e permettono ad Adira di immergersi nella piscina sacra delle cave di Mak'ala; Burnham segue Adira per aiutare a tentare di sbloccare la sua memoria. Si scopre quindi che quando l'ammiraglio Senna morì, Tal fu impiantato all'interno di Gray, il giovane ragazzo Trill della giovane Adira. Nel frattempo Saru, consigliato dal dottor Culber e aiutato dal computer di bordo che, grazie alla Sfera, ha sviluppato una propria coscienza, preoccupato per il morale dell'equipaggio della Discovery, organizza un pranzo con gli ufficiali dell'astronave che non finisce esattamente come avrebbe voluto, per una serie di incomprensioni. Adira ricorda che Gray, poco dopo l'impianto di Tal, morì a causa di un incidente sull'astronave generazionale sulla quale erano e Adira si propose di ospitarlo; inizia finalmente un nuovo rapporto con lui, mentre i ricordi degli altri ospiti pian piano le tornano alla mente. Saru, ai margini di un improvvisato cinema nell'hangar, dove tutto l'equipaggio ride di fronte a un vecchio film comico in bianco e nero, parlando con il dottor Culber, pensa che forse la Sfera, unitasi al computer di bordo della Discovery, li voglia in qualche modo proteggere e che il pranzo abbia sortito in ogni modo qualcosa di positivo.
- Altri interpreti: Annabelle Wallis (Zora)

## Provarci fino alla morte
- Titolo originale: Die Trying
- Diretto da: Maja Vrvilo
- Scritto da: Sean Cochran, James Duff, Sean Cochran

### Trama
La USS Discovery trova la base della Federazione nascosta e accede al suo interno. L'equipaggio è sbalordito dalla tecnologia che vi si trova: navi completamente diverse e sensori nettamente superiori. L'ammiraglio di flotta Charles Vance, comandante in capo della Flotta, chiede a Saru, Burnham e Adira Tal di teletrasportarsi per fare rapporto. L'ammiraglio è molto chiaro con loro: non si fida di una nave che ha viaggiato nel tempo poiché l'attuale Federazione ha bandito i viaggi temporali. Quindi considera loro dei potenziali fuorilegge fino a che non avrà interrogato tutti i membri dell'equipaggio. Inoltre, fino a che non capirà la giusta versione della storia che Saru e Burnham gli hanno raccontato, l'idea è quella di riassegnare l'equipaggio della USS Discovery ad altri compiti. Iniziano gli interrogatori, ma nel mentre Saru e Burnham si rendono conto che alcune persone della base, dei rifugiati Kili, sono malati di una strana malattia per la quale la Flotta Stellare non ha ancora un rimedio e si propongono di trovare la soluzione. Per farlo devono trovare una nave che conservava tutti semi della Federazione, la USS Tikhov. Questa nave è distante dalla base e nessuno a parte la USS Discovery, con il motore a spore, la può raggiungere velocemente. Vance decide di sostituire l'equipaggio della Discovery per la missione, ma Saru e Burnham riescono a evitarlo. Burnham parte con la USS Discovery e il tenente Willa della sicurezza della base, lasciando alla base Saru con l'ammiraglio come garanzia del loro ritorno. Arrivano all'astronave che trovano all'interno di una tempesta ionica, al suo interno vi dovrebbero essere quattro membri dell'equipaggio che sono della stessa specie (i Barzani) di Nahn, il capo della sicurezza della USS Discovery. Purtroppo però la moglie e le figlie del dottor Attis, che conservava i semi, sono morte durante un incidente. Attis si è salvato per caso durante un teletrasporto, ma è rimasto sfasato dalla realtà. Stamets, Tilly e Reno lo riportano alla realtà. Attis, sconvolto, consegna i semi che servono per creare l'antidoto a Hugh Culber. Nahn decide di rimanere sull'astronave che trasporta i semi e di riportare al suo stesso pianeta natale i corpi del vecchio equipaggio, compreso quello del dottor Attis che non si vuole far curare per non abbandonare le spoglie della sua famiglia. L'USS Discovery torna alla base della Federazione, ottenendo la fiducia dell'ammiraglio e la possibilità di servire la Federazione nel futuro. Nel frattempo Philippa Georgiou ha finito il suo interrogatorio, ma come per il timoniere Keyla Detmer della Discovery, c'è qualcosa di strano in lei.
- Guest star: David Cronenberg (Kovich)[4]
- Altri interpreti: Oded Fehr (Charles Vance)
- L'episodio contiene un tributo a Nog, il personaggio interpretato da Aron Eisenberg in Deep Space Nine, scomparso prematuramente all'età di cinquant'anni nel 2019. Quando la USS Discovery entra nella base della Federazione, mentre si vede l'undicesima versione della USS Voyager, si nota anche una piccola nave che vola verso la base chiamata USS Nog.[5]

## Sfruttatori
- Titolo originale: Scavengers
- Diretto da: Douglas Aarniokoski
- Scritto da: Anne Cofell Saunders

### Trama
La USS Discovery viene aggiornata con la tecnologia del XXXII secolo con materia programmabile, gondole indipendenti e nuovi comandi, mentre all'equipaggio vengono forniti nuovi strumenti e funzionalità di teletrasporto. L'ammiraglio Vance, facendo il punto della situazione, invia navi della Flotta Stellare a risolvere alcuni problemi su altri pianeti, mentre ordina alla Discovery di rimanere alla base in caso ci sia un immediato problema da risolvere, data la sua capacità di spostarsi rapidamente grazie alla tecnologia del motore a spore. Nel frattempo la nave di Book torna, guidata dal suo gatto Ruggine. A bordo si trova un messaggio di Book risalente a tre settimane prima, in cui egli informa Burnham di aver trovato la scatola nera di una nave della Flotta Stellare che è stata distrutta durante il Grande Fuoco. Burnham quindi chiede a Saru di partire, così da poter recuperare la scatola nera e forse svelare l'origine del Grande Fuoco, ma Saru si rifiuta di partire con la USS Discovery disobbedendo agli ordini e le intima di restare a bordo. Burnham dapprima obbedisce, ma poi con la complicità di Georgiou ruba la nave di Book, e insieme e partono verso il pianeta dove è localizzato il trafficante. Arrivati sul pianeta Hunhau scoprono che in realtà questo è un campo di lavoro dove vengono smantellate le astronavi distrutte durante il Grande Fuoco, per rivenderne i rottami come pezzi di ricambio. Qui Georgiou, con fare arrogante, si finge una compratrice che vuole saltare il mercato e arrivare direttamente alla fonte dei pezzi, imbrogliando il nipote del proprietario del sito di smantellamento. Le due riescono quindi a trovare Book, a far scappare i prigionieri, a prendere la scatola nera di bordo della nave della Flotta Stellare e scappare con la nave di Book. Tornati alla base, Burnham e Book si avvicinano sentimentalmente. L'ammiraglio Vance chiama a rapporto Saru e Burnham riprendendo tutti e due per la loro condotta errata: il primo per non aver riferito la possibilità di trovare una prova del Grande Fuoco, la seconda per aver disobbedito agli ordini del suo superiore. Vance chiede quindi a Saru di decidere una punizione per Burnham che viene degradata da primo ufficiale a ufficiale scientifico capo.
- Altri interpreti: Oded Fehr (Charles Vance), Noah Averbach-Katz (Ryn)
- L'episodio contiene un omaggio all'astrofisico italiano Riccardo Giacconi a cui viene intestata la USS Giacconi, che apparirà anche nell'episodio successivo.[6][7]

## Unificazione III
- Titolo originale: Unification III
- Diretto da: Jon Dudkowski
- Scritto da: Kirsten Beyer

### Trama
Burnham è indecisa tra il rimanere nella Federazione e tornare a viaggiare nello spazio con Book ed è alla continua ricerca di prove sul Grande Fuoco. Nel frattempo, grazie alla scatola nera della USS Yelchin e della nave Gav'nor, Tilly è riuscita a scoprire che durante il Grande Fuoco le navi della Federazione esplosero con pochi milionesimi di secondo di differenza l'una delle altre. Grazie alla terza scatola nera, quella della USS Giacconi, che Burnham trovò sul pianeta Hunhao, si conferma la discrepanza nella distruzione durante il Grande Fuoco. La ricerca del punto di origine dell'esplosione è un calcolo molto lungo da effettuare con solo tre punti perché implicherebbe un'area molto estesa da analizzare in uno spazio tridimensionale. Burnham trova nel database della Federazione un progetto chiamato "SB-19" che potrebbe contenere dei dati per velocizzare la ricerca del punto di origine dell'esplosione. L'SB-19 è un progetto del pianeta Ni'Var, un tempo conosciuto come Vulcano. Spock aveva iniziato il processo di riunificazione e dopo secoli su Ni'Var ora vivono insieme sia Vulcaniani che Romulani. L'SB-19 doveva essere l'inizio di un nuovo modo per viaggiare nello spazio, per sopperire alla scarsità di dilitio. Essendo una tecnologia nuova e instabile, i Vulcaniani ritennero che l'SB-19 potesse essere troppo pericoloso: chiesero quindi di abbandonare il progetto, ma la Federazione non acconsentì. Dopo il Grande Fuoco, Ni'Var considerò il progetto fautore di quell'avvenimento e ritenne la Federazione colpevole del disastro. L'ammiraglio Vance, essendo a conoscenza del legame di parentela tra Burnham e Spock, decide di mandare la USS Discovery in missione diplomatica. Arrivati su Ni'Var, a Saru e a Burnham, dopo un dialogo con la Presidente, viene negato l'accesso al programma SB-19. Burnham, laureata all'accademia scientifica di Vulcano, ha la facoltà di invocare il T'Kal-in-ket, la cui richiesta non può essere revocata. Si tratta di un antico dibattito filosofico che Burham chiede per poter convincere Vulcaniani e Romulani a concederle l'accesso ai dati del progetto in questione. Il dibattito ha inizio con tre rappresentanti di Ni'Var e Burnham viene difesa da una Qowat Milat, che si rivela essere la madre Gabrielle, salvata dalle religiose romulane. Nel frattempo Tilly rivela a Stamets che Saru l'ha proposta come primo ufficiale pro tempore; nonostante abbia un grado bassissimo, infatti, la giovane è l'unico ufficiale (a parte Saru e Burnham) che non ha risentito di traumi psicologici post viaggio temporale. Il T'Kal-in-ket si conclude con la rinuncia a esso da parte di Burnham, prendendo una piega inaspettata.
- Altri interpreti: Oded Fehr (Charles Vance)
- L'episodio contiene un tributo all'attore Anton Yelchin, interprete di Pavel Chekov nei film della Kelvin Timeline, attribuendo il suo nome a un'astronave della Flotta Stellare, la USS Yelchin.[8] Un secondo tributo è nei confronti di Leonard Nimoy: l'episodio fa infatti riferimento agli episodi della quinta stagione della serie televisiva Star Trek: The Next Generation Il segreto di Spock, prima e seconda parte, in inglese intitolati appunto Unification I e Unification II, ponendosi quindi come continuazione ideale e trattando appunto dell'opera di unificazione di Vulcaniani e Romulani iniziata dall'ambasciatore Spock nei due episodi del 1991 realizzati per il 25º anniversario del franchise.[9] L'episodio inoltre mostra un filmato di Spock tratto appunto dagli episodi di TNG.[9]

## Il rifugio
- Titolo originale: The Sanctuary
- Diretto da: Jonathan Frakes
- Scritto da: Bryan Fuller, Alex Kurtzman

### Trama

Osyraa (Janet Kidder) in una scena dell'episodio

Book riceve un segnale di soccorso dal fratello Kyheem, che lo avverte che il loro pianeta natale, Kwejian, è minacciato dalla Catena di Smeraldo, un sindacato di Andoriani e Orioniani guidato da Osyraa. I raccolti di Kwejian sono stati devastati dalle locuste di mare in seguito ai cambiamenti climatici conseguenza del Grande Fuoco e Kyheem stringe un patto con Osyraa per respingere le locuste in cambio della possibilità di accedere agli ipnovermi di Kwejian. Questo causa un dissidio tra Book, che vuole proteggere i vermi, e suo fratello. Le civiltà che ricevono aiuto dalla Catena di Smeraldo spesso crollano, così la Discovery viaggia fino a Kwejian per prestare loro soccorso. Kyheen rivela a Book e Burnham che Osyraa vuole Ryn, un servitore andoriano che è stato liberato durante la ribellione dalla prigione di Hunhau. Kyheen accetta di disobbedire a Osyraa in cambio dell'aiuto da parte della Discovery e della Federazione nel respingere le locuste. Questo impedisce a Osyraa di prendere Ryn; l'Oroniana viene attaccata dalla nave di Book, subendo numerosi danni, ma comprende lo stratagemma e promette vendetta sulla Federazione prima di ritirarsi. Nel frattempo Georgiou sembra essere malata e passa attraverso dei blackout.
- Altri interpreti: Janet Kidder (Osyraa), Oded Fehr (Charles Vance), Noah Averbach-Katz (Ryn)

## Terraferma(prima parte)
- Titolo originale: Terra Firma: Part 1
- Diretto da: Omar Madha
- Scritto da: Bryan Fuller, Alex Kurtzman

### Trama
Dopo aver visitato Georgiou, Culber riceve la visita del dottor Kovich, un misterioso agente della Flotta Stellare, che spiega che, poiché Georgiou ha viaggiato sia nel tempo che da un universo alternativo, le sue molecole si sono allontanate troppo dalla loro origine ed è probabile che muoia. Zora, l'intelligenza artificiale che governa il computer della Discovery, potenziata con i dati della Sfera, sostiene che Georgiou potrebbe essere salvata recandosi su un pianeta disabitato, Dannus V. Stamets e Adira usano i dati della ricerca vulcaniana SB-19 per risalire alla fonte del Grande Fuoco, che scoprono nella Verubin Nebula, da cui proviene un segnale di soccorso da un'astronave kelpiana. Su Dannus V, Georgiou e Burnham incontrano uno strano individuo di nome Carl che invita Georgiou a entrare in una porta che la riconduce all'universo dello specchio durante il periodo in cui era Imperatrice. Georgiou scopre che il tempo trascorso sulla Discovery l'ha resa una persona migliore di quanto non fosse allora e decide di usare la sua conoscenza del passato per alterare alcuni eventi, salvando lo schiavo Saru e risparmiando la vita alla traditrice Michael Burnham.
- Guest star: David Cronenberg (Kovich)
- Altri interpreti: Paul Guilfoyle (Carl), Oded Fehr (Charles Vance), Hannah Cheesman (Airiam)
- L'episodio contiene una citazione alla cosiddetta "Kelvin timeline": discutendo con il dottor Culber della salute dell'imperatrice Georgiou, il dottor Kovich cita i gravi problemi di salute di un ufficiale proveniente dall'anno 2379 di una realtà alternativa "creata dall'incursione temporale di un vascello minerario romulano", riferendosi chiaramente alla Narada del capitano Nero del film del 2009 diretto da J.J. Abrams, Star Trek. Nei due episodi l'attrice Hannah Cheesman appare come guest star nel ruolo di Airiam, che in questo universo non ha mai subito l'incidente che l'ha resa una cyborg, apparendo quindi al naturale priva del trucco prostetico.

## Terraferma(seconda parte)
- Titolo originale: Terra Firma: Part 2
- Diretto da: Chloe Domont
- Scritto da: Bryan Fuller, Alex Kurtzman

### Trama
Philippa Georgiou spera di riuscire a guidare un impero migliore con Burnham al suo fianco, che fa torturare fino a quando non le giura fedeltà. Georgiou rivela a Saru che il cambiamento biologico dei Kelpiani, noto come Vahar'ai, non è causa della morte e non necessita che vengano abbattuti, ma è un processo naturale che li rende più forti, se permettono che accada. Burnham e Georgiou lavorano assieme per dare la caccia all'ex amante di Burnham, Gabriel Lorca, e ai suoi collaboratori, ma questo è solo uno stratagemma di Burnham che si rivolta nuovamente contro Georgiou. Durante un combattimento Georgiou uccide Burnham per poi soccombere a sua volta tra le braccia di Saru. Ma si risveglia su Dannus V, dove Carl si rivela essere il Guardiano dell'Eternità. Egli spiega che questa era soltanto una prova e che può mandare Georgiou in un altro momento e luogo dove potrà sopravvivere. Georgiou dice addio a Burnham prima di entrare nel portale del Guardiano. Sulla Discovery, Book desidera dimostrare il suo valore all'equipaggio e usa la tecnologia della Catena di Smeraldo per aiutarli a connettersi ai sistemi informatici dell'astronave kelpiana nella nebulosa di Verubin.
- Altri interpreti: Paul Guilfoyle (Carl), Janet Kidder (Osyraa), Oded Fehr (Charles Vance), Hannah Cheesman (Airiam)
- La sigla di questo episodio è leggermente diversa da quella standard: le immagini appaiono speculari, rovesciate verticalmente di 180° e di colore blu invece che giallo.[N 1]

## Su'Kal
- Titolo originale: Su'Kal
- Diretto da: Norma Bailey
- Scritto da: Bryan Fuller, Alex Kurtzman

### Trama
La Discovery rileva un segno di vita sull'astronave nella nebulosa radioattiva di Verubin e così Saru suggerisce che potrebbe trattarsi del figlio di uno degli scienziati kelpiani dell'astronave. L'astronave salta nella nebulosa scoprendovi un pianeta costituito principalmente di dilitio, su cui l'astronave kelpiana vi è atterrata in avaria. Saru, Burnham e Culber si teletrasportano sul pianeta, lasciando Tilly al comando della Discovery. Sul pianeta la squadra di sbarco si ritrova all'interno di una complessa simulazione olografica progettata dalla scienziata kelpiana per allevare e proteggere il figlio. Trovano il bambino, Su'Kal, che scoprono essere dotato di una biologia adattata al pianeta e alla nebulosa radioattiva, in sintonia con il dilitio, mentre la squadra di sbarco soffre di avvelenamento da radiazioni. Su'Kal non è pronto ad affrontare la realtà al di fuori della simulazione e quando si arrabbia crea una piccola ondata simile al Grande Fuoco. Nel frattempo arriva la nave della Catena di Smeraldo, capitanata da Osyraa. Book vola nella nebulosa per recuperare la squadra di sbarco, ma porta a bordo soltanto Burnham, mentre gli altri rimangono sul pianeta e Adira vi si teletrasporta per aiutare la squadra a difendersi dalla contaminazione. Osyraa arremba la Discovery impadronendosene e la costringe a saltare al quartier generale della Federazione.
- Altri interpreti: Bill Irwin (Su'Kal), Janet Kidder (Osyraa), Oded Fehr (Charles Vance), Avaah Blackwell (tenente Ina)[11]
- In buona parte di questa puntata l'attore Doug Jones, che interpreta Saru, con uno stratagemma narrativo è stato fatto recitare senza trucco prostetico. Stratagemma già utilizzato nei due episodi della stessa stagione Terraferma per l'attrice Hannah Cheesman e, in precedenza, nell'episodio Lontano, oltre le stelle della serie Deep Space Nine.[12]

## C'è una marea...
- Titolo originale: There Is a Tide...
- Diretto da: Jonathan Frakes
- Scritto da: Bryan Fuller, Alex Kurtzman

### Trama
Osyraa attacca la Discovery e ne blocca le comunicazioni per poter accedere al quartier generale della Federazione, così Charles Vance decide di lasciare entrare l'astronave e abbassa gli scudi. Burnham e Book utilizzano la pericolosa rete di transcurvatura dei corrieri per raggiungere il quartier generale della Federazione in tempo per entrare nell'hangar navette della Discovery prima che gli scudi si chiudano. Osyraa manda Zareh a indagare e cattura Book, mentre Burnham, grazie a un dispositivo che ne occulta i segnali biologici, risulta invisibile ai sensori della nave. Book viene tenuto in ostaggio assieme all'equipaggio della plancia e Ryn, Stamets viene interrogato dallo scienziato Aurelio, che intende replicare il motore a spore della Discovery, mentre il resto dell'equipaggio viene sbarcato sulle navette. Osyraa propone a Vance un trattato di pace tra la Federazione e la Catena di Smeraldo. Vance considera il trattato, ma insiste affinché Osyraa venga processata per i suoi crimini contro la Federazione, il che per lei è inaccettabile. L'equipaggio della Discovery nel frattempo scappa con l'aiuto di Book e Ryn, che vengono nuovamente catturati. Burnham libera Stamets e lo scarica in un guscio di salvataggio dalla nave per impedirne la cattuara, nonostante il suo desiderio di usare il motore a spore per correre in soccorso di Culber, Adira e Saru. Per convincere Book, Osyraa disintegra Ryn, il che fa inorridire Aurelio, fino ad allora convinto della buona fede dell'Orioniana.
- Altri interpreti: Janet Kidder (Osyraa), Jake Weber (Zareh), Oded Fehr (Charles Vance), Noah Averbach-Katz (Ryn), Kenneth Mitchell (Aurelio), Annabelle Wallis (Zora), Avaah Blackwell (tenente Ina)

## Quella speranza sei tu(seconda parte)
- Titolo originale: That Hope Is You: Part 2
- Diretto da: Olatunde Osunsanmi
- Scritto da: Bryan Fuller, Alex Kurtzman

### Trama
Impossibilitata a utilizzare il motore a spore senza Stamets, Osyraa combatte per uscire dal Quartier Generale della Federazione e interrompe il supporto vitale sul ponte nel quale si trova l'equipaggio della Discovery. Nonostante ciò, Tilly e l'equipaggio di plancia sono in grado di piazzare una bomba in una delle gondole della nave con l'aiuto dell'intelligenza artificiale che governa il computer della nave, che ha scelto il nome di Zora e la cui coscienza si è rifugiata nei robot di servizio della nave dopo l'arrembaggio di Osyraa. Così facendo fanno uscire la Discovery dalla curvatura, arrestando la fuga di Osyraa. Burnham si dirige verso il nucleo dati della nave, uccide Osyraa in combattimento, ripristina Zora, riattiva il supporto vitale e teletrasporta i cacciatori della Catena di Smeraldo fuori dalla nave. Aurelio, dopo essere passato dalla parte della Federazione, suggerisce che Book potrebbe utilizzare il motore a spore grazie alle sue capacità empatiche e così possono saltare nella nebulosa. Saru aiuta Su'Kal a disattivare la simulazione e fare i conti con la morte di sua madre, poiché è stata la sua reazione a causare il Grande Fuoco. La Discovery recupera Saru, Culber, Adira e Su'Kal all'ultimo momento, prima che l'astronave kelpiana imploda. Saru decide di aiutare Su'Kal a iniziare una nuova vita su Kaminar e Burnham viene promossa capitano della Discovery. La Catena di Smeraldo crolla, dopo la morte di Osyraa, e i pianeti che ne facevano parte iniziano a ricongiungersi alla Federazione. La Discovery si propone quindi di portare il dilitio dalla nebulosa ai pianeti che sono stati tagliati fuori dopo il Grande Fuoco.
- Guest star: David Cronenberg (Kovich)
- Altri interpreti: Bill Irwin (Su'Kal), Janet Kidder (Osyraa), Adil Hussain (Aditya Sahil), Jake Weber (Zareh), Oded Fehr (Charles Vance), Kenneth Mitchell (Aurelio), Annabelle Wallis (Zora), Avaah Blackwell (tenente Ina)

### Annotazioni
1. ↑  Lo stesso espediente, ma in maniera più marcata, venne usato anche per gli episodi ambientati nell'universo dello specchio di Star Trek: Enterprise.[10]

### Fonti
1. ↑  (EN) the FUTON CRITIC,  http://www.thefutoncritic.com/showatch/star-trek-discovery/listings/. URL consultato il 16 OTTOBRE 2020.
2. 1 2  (EN) Star Trek: Discovery (a Titles & Air Dates Guide), su epguides.com.
3. ↑   Star Trek introduce i primi personaggi non binary e transgender: Adira e Gray, su gaynews.it.
4. ↑  (EN) DAVID CRONENBERG'S SHOCKING STAR TREK: DISCOVERY CAMEO IS A GAME-CHANGER, su inverse.com.
5. ↑   Star Trek's Latest Episode Had a Bittersweet Tribute to Deep Space Nine's Aron Eisenberg, su io9.gizmodo.com.
6. ↑   Giuseppe Marinaro, Un pezzo di Italia in orbita con i 'figli delle stelle' di Palermo, su agi.it, 7 maggio 2020.
7. ↑   Stephen Augustus Kleckner, L'episodio 3x07 di Star Trek Discovery regala un tributo a Giacconi., su kleckner.it, 1º dicembre 2020.
8. ↑   Simone Novarese, Star Trek: Discovery, l’ultimo episodio ha riservato un tributo a Anton Yelchin, su BadTaste.it, 27 novembre 2020. URL consultato il 30 gennaio 2022.
9. 1 2   Alessandra Motisi, Star Trek: Discovery 3 - Il settimo episodio mostrerà lo Spock di Leonard Nimoy, su Mad for Series, 26 novembre 2020. URL consultato il 30 gennaio 2022.
10. ↑   Mike Sussman, Star Trek: Enterprise: episodio 4x18-19, In uno specchio oscuro [In a Mirror, Darkly].
11. ↑  (EN) Star Trek: Discovery Season 3 Finale Easter Eggs & References, su denofgeek.com, 8 gennaio 2021. URL consultato il 9 novembre 2022.
«Fans may have been wondering about this new bridge officer who is hanging out with the rest of the regular crew. The character’s name is Lt. Ina, and she’s played by Avaah Blackwell.»
12. ↑   Marc Scott Zicree, Ira Steven Behr e Hans Beimler, Star Trek: Deep Space Nine: episodio 6x13, Lontano, oltre le stelle [Far Beyond the Stars], syndication, 11 febbraio 1998.